# Draft de l'NBA del 1998
El Draft de l'NBA de 1998 es va celebrar el 24 de juny a Vancouver, Canadà.

## Primera ronda
|  | = All-Star |

| Posició | Jugador                 | Nacionalitat         | Equip de l'NBA                                           | Origen (Universitat/club)      |
| ------- | ----------------------- | -------------------- | -------------------------------------------------------- | ------------------------------ |
| 1       | Michael Olowokandi (C)  | Nigèria              | Los Angeles Clippers                                     | Pacific                        |
| 2       | Mike Bibby (PG)         | Estats Units         | Vancouver Grizzlies                                      | Arizona                        |
| 3       | Raef LaFrentz (C/F)     | Estats Units         | Denver Nuggets                                           | Kansas                         |
| 4       | Antawn Jamison (F)      | Estats Units         | Toronto Raptors (traspassat a Golden State)              | North Carolina                 |
| 5       | Vince Carter (G/F)      | Estats Units         | Golden State Warriors (traspassat a Toronto)             | North Carolina                 |
| 6       | Robert Traylor (F/C)    | Estats Units         | Dallas Mavericks (traspassat a Milwaukee)                | Michigan                       |
| 7       | Jason Williams (PG)     | Estats Units         | Sacramento Kings                                         | Florida                        |
| 8       | Larry Hughes (SG)       | Estats Units         | Philadelphia 76ers                                       | Saint Louis                    |
| 9       | Dirk Nowitzki (PF)      | Alemanya             | Milwaukee Bucks (traspassat a Dallas)                    | DJK Würzburg (Alemanya)        |
| 10      | Paul Pierce (G/F)       | Estats Units         | Boston Celtics                                           | Kansas                         |
| 11      | Bonzi Wells (G/F)       | Estats Units         | Detroit Pistons                                          | Ball State                     |
| 12      | Michael Doleac (C)      | Estats Units         | Orlando Magic                                            | Utah                           |
| 13      | Keon Clark (F/C)        | Estats Units         | Orlando Magic (des de Golden State via Washington)       | UNLV                           |
| 14      | Michael Dickerson (SG)  | Estats Units         | Houston Rockets                                          | Arizona                        |
| 15      | Matt Harpring (F/G)     | Estats Units         | Orlando Magic (des de New Jersey)                        | Georgia Tech                   |
| 16      | Bryce Drew (PG)         | Estats Units         | Houston Rockets                                          | Valparaiso                     |
| 17      | Radoslav Nesterovic (C) | Eslovènia            | Minnesota Timberwolves                                   | Virtus Bologna (Itàlia)        |
| 18      | Mirsad Turkcan (PF)     | Turquia              | Houston Rockets (des de Toronto via Portland)            | Efes Pilsen (Turquia)          |
| 19      | Pat Garrity (PF)        | Estats Units         | Milwaukee Bucks (des de Cleveland trspassat a Phoenix    | Notre Dame                     |
| 20      | Roshown McLeod (SF)     | Estats Units         | Atlanta Hawks                                            | Duke                           |
| 21      | Ricky Davis (G/F)       | Estats Units         | Charlotte Hornets                                        | Iowa                           |
| 22      | Brian Skinner (F/C)     | Estats Units         | Los Angeles Clippers (des de Miami)                      | Baylor                         |
| 23      | Tyronn Lue (PG)         | Estats Units         | Denver Nuggets (des de Phoenix traspassat a L.A. Lakers) | Nebraska                       |
| 24      | Felipe López (SG)       | República Dominicana | San Antonio Spurs (traspassat a Vancouver)               | St. John's                     |
| 25      | Al Harrington (F)       | Estats Units         | Indiana Pacers                                           | St. Patrick's HS (Nova Jersey) |
| 26      | Sam Jacobson (SG)       | Estats Units         | Los Angeles Lakers                                       | Minnesota                      |
| 27      | Vladimir Stepania (C)   | Geòrgia              | Seattle SuperSonics                                      | Olimpija Ljubljana (Eslovènia) |
| 28      | Corey Benjamin (SG)     | Estats Units         | Chicago Bulls                                            | Oregon State                   |
| 29      | Nazr Mohammed (C/F)     | Estats Units         | Utah Jazz (traspassat a Philadelphia)                    | Kentucky                       |

## Segona ronda
| Posició | Jugador                | Nacionalitat | Equip de l'NBA                             | Origen (Universitat/club)    |
| ------- | ---------------------- | ------------ | ------------------------------------------ | ---------------------------- |
| 30      | Ansu Sesay (SF)        | Estats Units | Golden State (des de Toronto)              | Ole Miss                     |
| 31      | Ruben Patterson (SF)   | Estats Units | Los Angeles Lakers (des de Vancouver)      | Cincinnati                   |
| 32      | Rashard Lewis (SF)     | Estats Units | Seattle SuperSonics (des de Detroit)       | Alief Elsik HS (Houston, TX) |
| 33      | Jelani McCoy (F/C)     | Estats Units | Seattle SuperSonics (des de L.A. Clippers) | UCLA                         |
| 34      | Shammond Williams (PG) | Estats Units | Chicago Bulls (des de Golden State)        | North Carolina               |
| 35      | Bruno Sundov (C)       | Croàcia      | Dallas Mavericks                           | KK Split (Croàcia)           |
| 36      | Jerome James (C)       | Estats Units | Sacramento Kings                           | Florida A&M                  |
| 37      | Casey Shaw (C)         | Estats Units | Philadelphia 76ers                         | Toledo                       |
| 38      | DeMarco Johnson (PF)   | Estats Units | New York Knicks (des de Boston)            | UNC Charlotte                |
| 39      | Rafer Alston (PG)      | Estats Units | Milwaukee Bucks                            | Fresno State                 |
| 40      | Korleone Young (SF)    | Estats Units | Detroit Pistons                            | Hargrave Military Academy    |
| 41      | Cuttino Mobley (SG)    | Estats Units | Houston Rockets                            | Rhode Island                 |
| 42      | Miles Simon (SG)       | Estats Units | Orlando Magic                              | Arizona                      |
| 43      | Jahidi White (F/C)     | Estats Units | Washington Wizards                         | Georgetown                   |
| 44      | Sean Marks (PF)        | Nova Zelanda | New York Knicks                            | California                   |
| 45      | Toby Bailey (SG)       | Estats Units | Los Angeles Lakers (des de New Jersey)     | UCLA                         |
| 46      | Andrae Patterson (SF)  | Estats Units | Minnesota Timberwolves                     | Indiana                      |
| 47      | Tyson Wheeler (PG)     | Estats Units | Toronto Raptors                            | Rhode Island                 |
| 48      | Ryan Stack (C)         | Estats Units | Cleveland Cavaliers                        | South Carolina               |
| 49      | Cory Carr (SG)         | Estats Units | Atlanta Hawks                              | Texas Tech                   |
| 50      | Andrew Betts (C)       | Estats Units | Charlotte Hornets                          | Long Beach State             |
| 51      | Corey Brewer (PG)      | Estats Units | Miami Heat                                 | Oklahoma                     |
| 52      | Derrick Dial (SG)      | Estats Units | San Antonio Spurs                          | Eastern Michigan             |
| 53      | Greg Buckner (SG)      | Estats Units | Dallas Mavericks (des de Phoenix)          | Clemson                      |
| 54      | Tremaine Fowlkes (SF)  | Estats Units | Denver Nuggets (des de Indiana)            | Fresno State                 |
| 55      | Ryan Bowen (SF)        | Estats Units | Denver Nuggets (des de Seattle)            | Iowa                         |
| 56      | J.R. Henderson (SF)    | Estats Units | Vancouver Grizzlies (des de L.A. Lakers)   | UCLA                         |
| 57      | Torraye Braggs (PF)    | Estats Units | Utah Jazz                                  | Xavier                       |
| 58      | Maceo Baston (PF)      | Estats Units | Chicago Bulls                              | Michigan                     |

## Jugadors destacats no inclosos al draft
- Sarunas Jasikevicius (PG),  Lituània y Maryland
- Brad Miller (C), Purdue